# Сарапульський округ
Сара́пульський округ — адміністративно-територіальна одиниця Уральської області РРФСР, яка існувала в 1923—1930 роках.
Округ створено в листопаді 1923 року з центром в місті Сарапул. За даними на 1 січня 1926 року округ поділявся на 14 районів:
- Бікбардинський район — Бікбарда
- Великоусинський район — Велика Уса
- Воткінський район — Воткінськ
- Єловський район — Єлово
- Камбарський район — Камбарка
- Каракулінський район — Каракуліно
- Кіясовський район — Кіясово
- Красноярський район — Барда
- Осінський район — Оса
- Рябковський район — Рябки
- Сарапульський район — Сарапул
- Фокинський район — Фоки
- Частинський район — Часті
- Черновський район — Черновське

Пізніше деякі райони змінювали свої назви, переносились адміністративні центри, був виділений новий — Ножовський район з центром в Ножовці. 30 липня 1930 року округ був ліквідований, а його райони відійшли безпосередньо до Уральської області.
Населення округу на 1926 рік становило 539 700 осіб, з них росіяни 90,4%, башкири 2,9%, удмурти 2,1%, татари 1,0%.